# صموئيل كلاين
صموئيل كلاين (بالبولندية: Samuel Klein؛ بالبرتغالية: Samuel Klein) هو شخصية أعمال بولندي وبرازيلي، ولد في 15 نوفمبر 1923 في Zaklików ‏ في بولندا، وتوفي في 20 نوفمبر 2014 في ساو باولو في البرازيل بسبب مرض.